# Igor Bułdakow
Igor Wasiljewicz Bułdakow (ros. Игорь Васильевич Булдаков, ur. 26 sierpnia 1930, zm. 30 kwietnia 1979) – rosyjski wioślarz reprezentujący ZSRR, srebrny medalista olimpijski.

## Kariera
Wystąpił na igrzyskach olimpijskich w Melbourne w 1956, gdzie wspólnie z Wiktorem Iwanowem wywalczył srebrny medal w dwójkach bez sternika. W finale wyprzedziła ich jedynie osada USA, a trzecie miejsce zajęli Austriacy. Był to jego jedyny start olimpijski.
W tej samej konkurencji zdobywał także złote medale na mistrzostwach Europy w Kopenhadze (1953), mistrzostwach Europy w Gandawie (1955) i mistrzostwach Europy w Bledzie (1956) oraz srebrny podczas mistrzostw Europy w Amsterdamie (1954).
W latach 1954-1958 zdobywał mistrzostwo ZSRR w dwójkach bez sternika. Odznaczony Orderem „Znak Honoru” i tytułem Zasłużonego Mistrza Sportu ZSRR.
Jego żoną była siatkarka Ludmiła Bułdakowa.